# 本田征治
本田征治（1976年2月25日—），前日本職業足球員，日本20歲以下足球代表隊成員。

## 俱乐部生涯
1995年，本田征治在名古屋鯨魚开始足球生涯。1999年转会至平塚比馬，2004年转会至神戶勝利船，2007年转会至草津溫泉。2009年，引退。

## 日本國家足球隊
本田征治参加了1995年世界青年錦標賽。

## 外部連結
- （日語）J.League Data Site （页面存档备份，存于）